# Poa buchananii
Poa buchananii är en gräsart som beskrevs av Victor Dmitrievich Zotov. Poa buchananii ingår i släktet gröen, och familjen gräs. Inga underarter finns listade i Catalogue of Life.